# هيروفومي يوشيمورا
هيروفومي يوشيمورا هو محامي وسياسي ياباني، ولد في 17 يونيو 1975 في كاواتشيناغانو في اليابان. نشط حزبياً في Osaka Restoration Association ‏ (2011 – 2011) (2014 – 2014) وحزب استعادة اليابان (2015 – 2015).

## مناصب
- انتخب عضو المجلس المحلي [الإنجليزية]‏ أوساكا (2011 – 2014).
- انتخب mayor of Osaka  [لغات أخرى]‏ (19 ديسمبر 2015 – 21 مارس 2019).
- انتخب Governor of Osaka Prefecture  [لغات أخرى]‏ (8 أبريل 2019 – ).
- انتخب عضو مجلس النواب الياباني  [لغات أخرى]‏ (15 ديسمبر 2014 – 1 أكتوبر 2015).